# غوتييه هاين
غوتييه هاين (بالفرنسية: Gauthier Hein)‏ (7 أغسطس 1996 في فرنسا - ) هو لاعب كرة قدم فرنسي في مركز الوسط. لعب مع نادي ميتز.

## روابط خارجية
- غوتييه هاين على موقع قاعدة بيانات كرة القدم.إي يو (الإنجليزية)
- غوتييه هاين على موقع ليكيب (الفرنسية)
- غوتييه هاين على موقع Soccerbase.com (لاعب) (الإنجليزية)
- غوتييه هاين على موقع Soccerway.com (الإنجليزية)
- غوتييه هاين على موقع عالم كرة القدم.نت (الإنجليزية)
- غوتييه هاين على موقع AS.com (الإسبانية)